# Kieron Dyer
Kieron Courtney Dyer (* 29. Dezember 1978 in Ipswich, England) ist ein englischer Fußballspieler. Der im Antritt sehr schnelle Mittelfeldspieler war von 1999 bis 2007 englischer Nationalspieler. Seine Anfälligkeit für Verletzungen sorgte während seiner Karriere häufig für sportliche Rückschläge.

## Karriere

### Verein
Seine Karriere begann 1996 bei seinem Jugendclub Ipswich Town, von dessen Jugendmannschaft er zu den Profis wechselte. Bereits in seiner ersten Saison konnte er sich in der Mannschaft etablieren und erarbeitete sich einen Ruf als eines der besten jungen Talente außerhalb der Premier League. Er verbrachte drei Jahre an der Portman Road und erwirkte dann seine Freigabe, als Ipswich der Aufstieg in die erste Liga nicht gelang, um seine internationalen Ambitionen nicht zu gefährden.
Er wechselte für umgerechnet etwa acht Millionen Euro zu Newcastle United, was aktuell weiterhin die Rekordablöse in der Geschichte von Ipswich Town darstellt. Dyer war damit in der Zeit von Ruud Gullit als Trainer in Newcastle die einzige englische Neuverpflichtung. Sein erstes Tor erzielte er in der Partie gegen den FC Portsmouth, wobei Newcastle dennoch mit 1:2 unterlag und Gullit kurze Zeit später als Trainer beurlaubt wurde.
Am 2. April 2005 war Dyer beim Meisterschaftsspiel gegen Aston Villa in einem Handgemenge mit seinem Mannschaftskameraden Lee Bowyer involviert. Dieses hatte eine rote Karte zusätzlich einer Sperre von drei Spielen zur Folge (Bowyer wurde sogar für sieben Spiele und zu einer Geldstrafe von 200.000 britischen Pfund verurteilt).
Dyers Zeit in Newcastle wurde stets durch Verletzungen begleitet, die seine internationalen Einsätze stark limitierten. In der Saison 2005/2006 war Dyer weiterhin aufgrund von Problemen an der Achillessehne langzeitverletzt und kam aus diesem Grund nur zu wenigen Einsätzen für seinen Verein und die Nationalmannschaft.
Im August 2007 wechselte er zu West Ham United. Am 18. August 2007 gab er gegen Birmingham City sein Premier-League-Debüt für West Ham. Zehn Tage später brach er sich im Carling Cup gegen die Bristol Rovers das Bein und fiel daher monatelang aus.
Am 13. Juli 2011 unterschrieb Kieron Dyer einen Einjahresvertrag beim Premier-League-Aufsteiger Queens Park Rangers. Am 8. Januar 2013 löste er seinen Vertrag wieder auf. Seitdem spielt er beim FC Middlesbrough in der englischen Championship.

### Nationalmannschaft
Nach seiner Ankunft in Newcastle, wo er relativ schnell Stammspieler im rechten Mittelfeld wurde, rekrutierte ihn Sven-Göran Eriksson zum Nationalspieler, nachdem er zuvor bereits für die Schüler-, U21- und B-Nationalmannschaft aktiv gewesen war. Sein erstes Länderspiel fand am 4. September 1999 beim 6:0-Sieg gegen Luxemburg statt. Zwischen 1999 und 2007 hat er 33 Länderspiele auf seinem Konto zu verbuchen und war für die Fußball-WM 2002 in Japan und Südkorea und für die EM 2004 in Portugal nominiert. Ein Tor hat er dabei nicht erzielt.

## Trivia
Im August des Jahres 2004 erhielt Dyer eine Verwarnung durch die Vereinsführung, nachdem er dabei gefilmt wurde, wie er in der Öffentlichkeit uriniert hatte. Zusätzlich wurde Dyer beschuldigt an einer Gruppenvergewaltigung eines 17-jährigen Mädchens im Oktober 2003 beteiligt gewesen zu sein, die sich im Grosvenor Hotel ereignete, wo sich Dyer zu diesem Zeitpunkt aufhielt. Des Weiteren hatte Dyer mit seinem Ferrari einen Unfall, als er mit dem Wagen im Zentrum von Newcastle gegen einen Brückenpfeiler fuhr.

## Soziales Engagement
Dyer engagiert sich als Botschafter bei Show Racism the Red Card.